# 陶什·欧尔高
陶什·欧尔高（匈牙利語：Tass Olga，1929年3月29日—2020年7月10日），匈牙利女子竞技体操运动员。她曾代表匈牙利在奥运会体操比赛中获得1枚金牌、3枚银牌和2枚铜牌。她于2020年在布达佩斯去世。